# Municipio de Lake (condado de Wood)
El municipio de Lake (en inglés: Lake Township) es un municipio ubicado en el condado de Wood en el estado estadounidense de Ohio. En el año 2010 tenía una población de 10972 habitantes y una densidad poblacional de 121,9 personas por km².

## Geografía
El municipio de Lake se encuentra ubicado en las coordenadas 41°33′6″N 83°28′5″O / 41.55167, -83.46806. Según la Oficina del Censo de los Estados Unidos, el municipio tiene una superficie total de 90 km², de la cual 89.63 km² corresponden a tierra firme y (0.41%) 0.37 km² es agua.

## Demografía
Según el censo de 2010, había 10972 personas residiendo en el municipio de Lake. La densidad de población era de 121,9 hab./km². De los 10972 habitantes, el municipio de Lake estaba compuesto por el 95.14% blancos, el 1.09% eran afroamericanos, el 0.26% eran amerindios, el 0.4% eran asiáticos, el 0.04% eran isleños del Pacífico, el 1.2% eran de otras razas y el 1.87% pertenecían a dos o más razas. Del total de la población el 5.63% eran hispanos o latinos de cualquier raza.